# Pinirampus argentina
El pati de aletas negras (Pinirampus argentinus) es una especie de pez de la familia Pimelodidae en el orden de los Siluriformes.

## Morfología
Los machos pueden llegar alcanzar los 27,1 cm de longitud total.

## Hábitat
Es un pez de agua dulce y de clima templado.

## Distribución geográfica
Se encuentran en Sudamérica:  cuenca del río Paraná en la Argentina.